# جواز سفر جنوب إفريقي
جواز سفر جنوب أفريقي, هو وثيقة سفر تصدر لمواطني جنوب أفريقيا لغرض السفر الدولي. 
تتيح لحاملها السفر إلى بلدان أجنبية وفقا لمتطلبات الحصول على التأشيرة، وتسهل عملية تأمين المساعدة من قبل موظفي قنصلية جنوب افريقيا إلى حاملي الجواز في الخارج، إذا لزم الأمر.

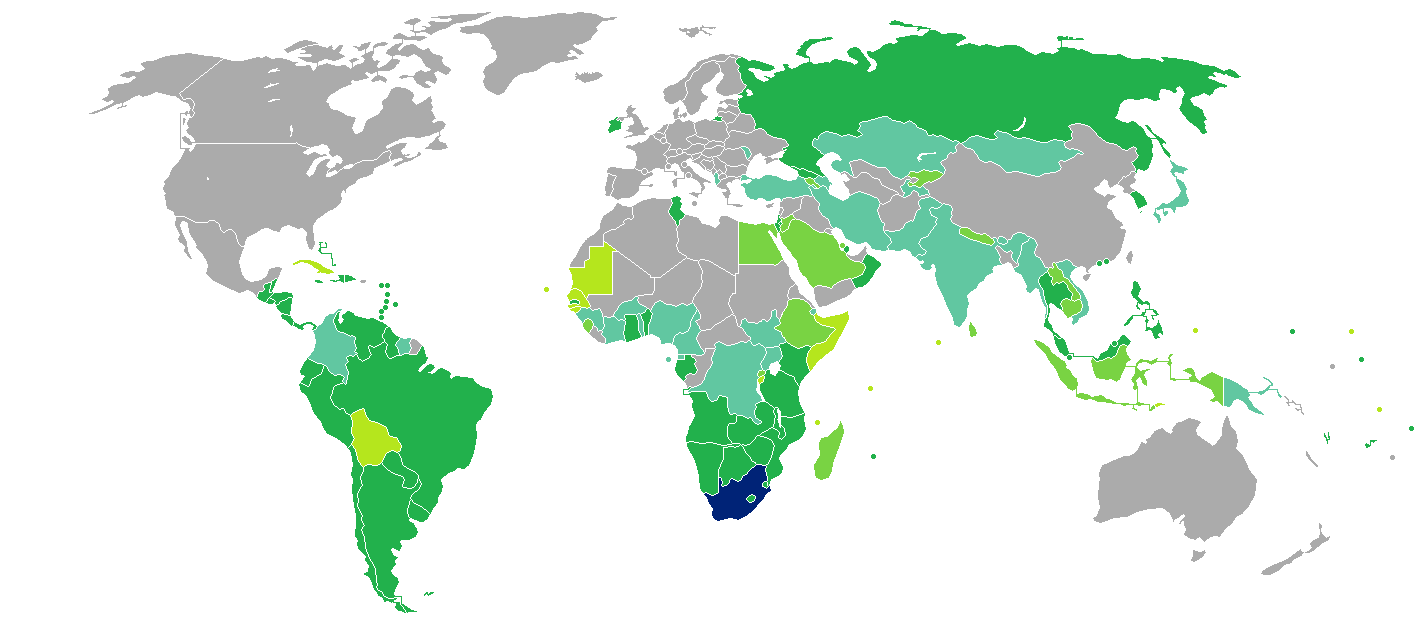
البلدان والأقاليم التي لا تفرض تأشيرة أو تطلب تأشيرة دخول عند الوصول للجهة، لحاملي جوازات السفر الجنوب افريقية العادية.